# 유저의 취향
유저의 취향은 MBC 게임의 예능 프로그램이다. 시청자들의 직접 만든 맵을 직접 제작해서 플레이하는 형식으로 시청자들과 함께하는 방송이다. 공식맵 신청은 공식 이메일인 user_pd@mbcgame.co.kr으로 받고 있으며, 방송 3년 째로 박상현, 정인호, 강현종이 진행하고 있다.

## 시즌 1(여름)
MBC 게임에서 2010년 6월 월드컵 특집으로 시작된 유저의 취향은 박상현, 유대현, 서경종이 출연하였으며 박상현이 진행하고, 유대현, 서경종이 플레이 하는 식으로 시작되었다.

## 시즌 1(겨울)
2010년 10월에 MSL과 프로리그 일정으로 인해 잠시 휴식기에 들어갔고, 2011년 1월부터 2011년 3월 1일까지 겨울방학 특집으로 방송되었다. 유대현이 잠시 하차하고, 박지호, 염보성, 김동현 등 MBC게임 히어로 소속 선수, 코치들이 게스트로 출연하였다.

## 시즌 2
MSL과 프로리그가 끝난후, 2011년 8월부터 유대현이 다시 돌아왔고, 서경종 대신 삼성전자 Khan의 송병구가 합류하였고, 그 후 송병구의 프로그램 하차 후 염보성이 합류하였고 그 후 유대현과 염보성이 하차하고, 정인호, 강현종이 합류하였다. 그러다 2012년 1월 26일 MBC게임 폐국으로 인하여 종영되었다

## 게스트

### 시즌 1(겨울)
| 회차 | 방송날짜         | 게스트         |
| ---- | ---------------- | -------------- |
| 33회 | 2010년 12월 14일 | 박지호         |
| 34회 | 2010년 12월 21일 | 정인호         |
| 35회 | 2010년 12월 22일 | 임성춘         |
| 36회 | 2010년 12월 28일 | 박지호         |
| 37회 | 2011년 1월 4일   | 고석현         |
| 38회 | 2011년 1월 5일   | 염보성         |
| 39회 | 2011년 1월 11일  | 정인호         |
| 40회 | 2011년 1월 18일  | 추후 수정 예정 |
| 41회 | 2011년 1월 25일  | 김동현         |
| 42회 | 2011년 2월 1일   | 김동현         |
| 43회 | 2011년 2월 8일   | 김동현         |
| 44회 | 2011년 2월 9일   | 염보성         |
| 45회 | 2011년 2월 15일  | 정인호         |
| 46회 | 2011년 2월 22일  | 김형인         |
| 47회 | 2011년 3월 1일   | 최호선         |

### 시즌 2
| 회차 | 방송날짜         | 게스트 |
| ---- | ---------------- | ------ |
| 48회 | 2011년 8월 23일  | 송병구 |
| 49회 | 2011년 8월 25일  | 송병구 |
| 50회 | 2011년 8월 30일  | 송병구 |
| 51회 | 2011년 9월 1일   | 송병구 |
| 52회 | 2011년 9월 6일   | 송병구 |
| 53회 | 2011년 9월 8일   | 송병구 |
| 54회 | 2011년 9월 15일  | 염보성 |
| 55회 | 2011년 9월 20일  | 염보성 |
| 56회 | 2011년 9월 22일  | 염보성 |
| 57회 | 2011년 9월 27일  | 염보성 |
| 58회 | 2011년 9월 29일  | 염보성 |
| 59회 | 2011년 10월 4일  | 염보성 |
| 60회 | 2011년 10월 6일  | 염보성 |
| 61회 | 2011년 10월 11일 | 염보성 |
| 62회 | 2011년 10월 18일 | 염보성 |
| 63회 | 2011년 10월 20일 | 염보성 |
| 64회 | 2011년 10월 25일 | 염보성 |
| 65회 | 2011년 10월 27일 | 염보성 |